# Wahlen zur South West African Legislative Assembly 1974
Die Wahlen zur South West African Legislative Assembly 1974 fand am 24. April 1974 statt. Es war die zweite Parlamentswahl in Südwestafrika nach Ende der südafrikanischen Mandatsgebietszeit. Wahlberechtigt waren zum letzten Mal nur weiße Einwohner des Gebietes.
Die National Party of South West Africa gewann sämtliche 18 Sitze.